# کیروفو-چپتسک
شهر کیروفو-چپتسک (به روسی: Кирово-Чепецк) در کشور روسیه و در اوبلاست کیروف واقع شده‌است.